# Luís Álvares Pais
Luís Álvares Pais, em grafia antiga Luiz Álvares Paes (c. 1390 - a. 11 de Maio de 1475), foi um nobre português dos séculos XIV e XV.

## Biografia
Filho de Diogo Álvares Pais e de sua mulher Inês Álvares de Monterroso.
Mestre-Sala de D. João I, de D. Duarte I e de D. Afonso V a 1 de Fevereiro de 1439 e Fidalgo do Conselho deste Rei antes de 1443.
Senhor da Quintã de Calvos, em Loures a 23 de Julho de 1431, etc. A 23 de Julho de 1431, D. João I doou a Luiz Álvares, Cavaleiro, seu criado e Mestre Sala, a Quintã de Calvos, na Ribeira de Loures, com todas as suas pertenças e herdades, para si e seus descendentes.
A 1 de Agosto de 1439, D. Afonso V confirma a doação a Luiz Álvares, Mestre Sala, enquanto sua mercê for, da renda régia do serviço velho e novo dos Judeus de Setúbal (inserta Carta de D. Duarte I de 6 de Setembro de 1434).
A 6 de Abril de 1444, D. Afonso V nomeia João Vicente, morador na cidade de Lisboa, Escudeiro de Luiz Álvares, Mestre Sala e do seu Conselho, para o cargo de Tabelião Geral dos lugares do Ribatejo, em substituição de Fernando Álvares, que sofria de lepra.
A 20 de Janeiro de 1445, D. Afonso V privilegia Vasco Rodrigues, besteiro do conto, autorizando-o a deixar de exercer essa função, a pedido de Luiz Álvares, Mestre Sala.

## Casamento e descendência
Casou com Teresa de Albuquerque (c. 1419 - d. 11 de Maio de 1475), Donzela da Rainha D. Leonor, a qual em 1437 era solteira e menor, mas já emancipada, filha de Gonçalo Vaz de Melo, Senhor da Castanheira, e de sua mulher Isabel de Albuquerque.
Isso aconteceu nos finais de 1438 ou início de 1439, ano em que teve em dote real de 2.600 coroas de ouro (312.000 reais de prata) e 1.000 coroas de ouro do noivo e 1.5000 coroas de arras. Enquanto não recebesse o dote, D. Afonso V deu-lhe a 8 de Abril de 1439 uma tença de 26.000 reais de prata.
No início de 1439 já se documenta casado, pois a 20 de Fevereiro desse ano D. Afonso V privilegia Gonçalo Vasques, criado de Dona Teresa de Albuquerque, mulher de Luiz Álvares, seu Mestre-Sala e Cavaleiro da sua Casa, e a seu pedido, isentando-o de ter cavalo e besta.
A 2 de Julho de 1443, D. Afonso V privilegia Mendo Afonso, tosador, morador na cidade de Lisboa, a pedido de Dona Teresa de Albuquerque, mulher de Luiz Álvares, do seu Conselho, isentando-o de servir nos encargos concelhios, de ir com presos e dinheiros, de ser Tutor e Curador, de ter ofícios do Concelho, bem como de ser posto por besteiro do conto.
A 23 de Abril de 1450, D. Afonso V doa e confirmou a D. Tereza de Albuquerque, Donzela da Rainha D. Leonor, essa tença anual de 26.000 reais de prata, a quarta parte da tença de 2.000 coroas em ouro do cunho de França que teve por casamento com Luiz Álvares, Mestre Sala e do Conselho.
A 11 de Maio de 1475, D. Afonso V doa a D. Tereza, mulher que foi de Luiz Álvares, Mestre Sala, uma tença de 90.000 reais de prata.
Foram seus filhos:
- Gonçalo Vaz de Melo, Mestre Sala de D. Afonso V, casado com sua parente Inês de Melo e com descendência.
- Joana de Albuquerque, terceira mulher de João Rodrigues de Sá, 2.º Senhor de Matosinhos de juro e herdade, com geração.
- Catarina de Albuquerque,[3] casada primeira vez com Nuno da Cunha, o Velho, do Conselho, e casada segunda vez com D. Fernando Coutinho, 4.º Marechal de Portugal, do qual foi segunda mulher.Com geração de ambos os casamentos.